# Вагіф Султанли
Вагіф Султанли (азерб. Vaqif Sultanlı, народ. 26 березня 1958 року, село Шахсеван Кюрдамирського р-на, Азербайджан) – азербайджанський письменник, літературознавець, перекладач і публіцист, доктор філологічних наук, професор. 

## Життєпис
Вагіф Султанли народився 26 березня 1958 р. в селі Шахсеван Кюрдамирського р-на Азербайджанської Республіки.  
Закінчив середню школу села Кохнебазар (1964-1974), воднораз навчався в музичній школі Курдамирського району (1970-1975). Якийсь час працював робітником електромереж Курдамирського району (1974-1976).
Із відзнакою завершив навчання на філологічному факультеті Азербайджанського Державного Університету (1981).
Трудову діяльність розпочав на посаді вчителя азербайджанської мови й літератури в селі Галаджиг Ісмаїллінського району, куди був призначений за направленням. Потому продовжив освіту в аспірантурі на кафедрі сучасної азербайджанської літератури АДУ.  
1984 р. захистив кандидатську дисертацію на тему «Проблема характеру в азербайджанській драматургії (1970-1980)», а 1997 р. – докторську дисертацію на тему «Життя й літературна діяльність Мамеда Еміна Расулзаде». З 1999 р. професор кафедри історії азербайджанської літератури Бакинського Державного Університету. 
Вагіф Султанли – відомий громадський діяч. 1991 р. заснував Всесвітню Асоціацію Азербайджанців і був обраний її головою. 
Працював кореспондентом із літературних питань в азербайджанській редакції американських радіостанцій «Свобода» й «Вільна Європа» (1995-1998). Був головним редактором польського видання «Худафарін» (1995), шведського «Араз» (1996-1997) й американського «Азербайджанці світу» (2000-2012 ).
Керівник кавказького бюро Організації Кіпрсько-Балкансько-Євразійської тюркської літератури (KIBATEK), що функціонує в Туреччині 
З червня по жовтень 1999 р. мав наукову практику в Единбурзькому Університеті Великої Британії за спеціальністю «Англійська філологія та західна культура».
Нагороджений премією імені Гасанбека Зардаби (1995), міжнародною нагородою за службу тюркськім мовам Організації Кіпрсько-Балкансько-Євразійської тюркської літератури (KIBATEK) (2003), Почесною грамотою Міністерства Культури Єгипту (2014), Нагородою за Відмінну Службу Гуртка Руху з Відродження Тюркських Мов (2017).
Обирався членом Правління на симпозіумах Конгресу Азербайджанців Світу (КАМ), що відбулися у Швеції (2001), Голландії (2002), Німеччині (2004), Бельгії (2008) та Великій Британії (2010).
Член Міжнародної Організації з Вивчення Епосів (англ. The International Society for Epic Studies), заснованої 2012 р., центральний офіс якої розташований у Пекіні.
2018 р. Вагіфа Султанли обрано членом Міжнародної Асоціації Письменників (США). Його твори вийшли друком у США, Англії, Данії, Туреччині, Єгипті, Ірані, РФ, Україні.
Вагіф Султанли брав участь у міжнародних симпозіумах, конференціях, форумах і семінарах, що відбувалися в різних країнах світу, і презентував літературу й культуру Азербайджану. 
Одружений, має двох дітей. 

## Художня творчість
Із раннього віку Вагіф Султанли переймався літературною творчістю, утім, перше оповідання «Запах полину» було опубліковане лише 1980 р. у журналі «Жінка Азербайджану». Відтоді він регулярно друкує в періодиці свої оповідання, переклади та науково-публіцистичні статті. 
У романі «Сон забуття» (1982), одному з промовистих творів автора, перенесення цвинтаря описано як серйозний хаос і порушення суспільного порядку. Цей хаос дає змогу виявити внутрішній духовний світ героїв твору. У повісті, що завершується самогубством водія бульдозера, який зруйнував цвинтар, автор має на меті ототожнити протиставлення духовно-моральних цінностей зі смертю. 
Роман «Людське море» (1992), написаний на помежів’ї реального й умовно-метафоричного стилів, посідає в художній творчості автора особливе місце. У романі, де події розгортаються у вісімдесятих роках минулого сторіччя, герой, який урятувався від страти й таємно мешкає в чужому місті, утілює моральну проблему відчуження, притаманного суспільству.
Події, описані в романі «Бій у пустелі» (2010), вкладаються у своєрідну наративну схему й оприявнюються на тлі долі героя, котрий через часові розломи відмовляється від майбутнього і прямує в минуле. Розвиток подій у цій площині дає можливість авторові висловити свої філософські роздуми про людину і світ. Роман «Бій у пустелі» вирізняється духом протесту проти пануючої у світі проблеми відчуження, забуття, байдужості й занедбаності. 
«Білий шлях», «Ранковий туман», «Зелена пісня безлистих гілок», «Блукач», «Печера», «Полярна ніч», «Батьківщина», «Острів», «Марево», «Зворотний потік», «Німий перстень», «Попеляста клітка», «Картата конура», «Поперечна тінь», «Глиняні чари» та інші оповідання Вагіфа Султанли прикметні своєрідним стилем та мовним багатством. Перу автора належать також історичні оповідання, такі, як «Місце зустрічі», «Наваі-Гумру», «Хумаюн» та інші.
Авторові також належить чимало мініатюр, написаних у лірично-романтичному стилі.

## Науковий здобуток
Автор поруч із художньою творчістю також переймається й теоретико-естетичними питаннями мистецтва. Його пошуки, пов’язані з літературною критикою й літературознавством, відображені в книжках «Літературний світ Мамеда Еміна Расулзаде» (1993), «Подорожній важкого шляху» (1996), «Горизонти свободи» (1997), «Азербайджанська еміграційна література» (1998), «Літературно-теоретичні ілюстрації» (2000), «Берег порятунку життя» (2004), «Питання вивчення літературної критики» (2007), «Азербайджанська літературна критика» (2012), «Любов до незалежності» (2014),  «Азербайджанська літературна критика» (2019) тощо. Дослідження азербайджанської еміграційної літератури посідають особливе місце в літературознавчому доробку автора.
Вагіф Султанли автор багатьох публіцистичних робіт, науково-публіцистичних статей, присвячених критиці й літературному процесу. Важливу частину його наукового доробку складають доповіді, виголошені на міжнародних конференціях, симпозіумах, форумах і семінарах.  

## Переклади
Вагіф Султанли відомий у зв’язку зі своєю перекладацькою діяльністю. Він переклав азербайджанською і видав романи «Листопад» і «Вітряк» Рашада Нури Гюнтекина, історичну повість «Учений із Сіракуз» Сергія Житомирського, а також оповідання Ервіна Штритматтера, Ярослава Гашека, Вейо Мері, Густава Стопки та ін. Переклав з російської мови (у співавторстві) твір «Про пантуранізм» Мамеда Еміна Расулзаде.

## Книжки
- Згаслі зірки (повість й оповідання) - 1988
- Людське море (роман) - 1992
- Літературний світ Магомеда Аміна Расулзаде (навчальний посібник) - 1993
- Подорожній важкого шляху (монографія) - 1996
- Горизонти свободи (збірник статей) -1997
- Азербайджанська еміграційна література (навчальний посібник) - 1998
- Ринок рабів (оповідання, мініатюри, есе) - 1999
- Літературно-теоретичні ілюстрації (теоретичні фрагменти) - 2000
- Сон забуття (роман, оповідання й есе) -2002
- Берег порятунку життя (діалог-монографія) - 2004
- Питання вивчення літературної критики (навчальний посібник) - 2007
- Азербайджанська літературна критика (навчальний посібник) - 2009
- Долина нікчемності (роман й оповідання) - 2010
- Азербайджанська літературна критика – Удосконалене II видання (навчальний посібник) - 2012
- Любов до незалежності (монографія) - 2014
- Бій у пустелі (роман) - 2015
- Азербайджанська літературна критика – Удосконалене III видання (підручник) – 2019

## Твори, перекладені українською мовою
- Полярна ніч – Оповідання. (З азербайджанської переклала Ніна Білокопитова)Київ: Задруга, 2016, 104 с.
- Дервіш. Полярна ніч. (Оповідання). (З азербайджанської переклала Ніна Білокопитова), jurnal  «Vsesvit» (Kiev), 2016, № 7-8 (1051-1052), s.105-111
- Дервіш. Пісня облетілого листя. Легенда про змію. (З азербайджанської переклала Ніна Білокопитова), Almanax «Nova proza», Kiev: 2017, tom 24, s. 321-330
- Зворотний потік (Оповідання), «Дотик зачаэного жаху». (З азербайджанської переклала Ніна Білокопитова) Збірка малої прози. Електрокнига, Kiev: 2017, s.289-295
- Вітчизна (Оповідання). «Байракдар. Карабаська трагедія» (Переклад з російської Мирослави Карацуби), Kiev: Видавничий дім Дмитра Бураго, 2020. с.261-264